# Louzes
Louzes – miejscowość i gmina we Francji, w regionie Kraj Loary, w departamencie Sarthe.
Według danych na rok 1990 gminę zamieszkiwało 114 osób, a gęstość zaludnienia wynosiła 14 osób/km² (wśród 1504 gmin Kraju Loary, Louzes plasuje się na 1109. miejscu pod względem liczby ludności, natomiast pod względem powierzchni na miejscu 1081.).